# Phialanthus bissei
Phialanthus bissei är en måreväxtart som först beskrevs av Attila L. Borhidi, och fick sitt nu gällande namn av Attila L. Borhidi. Phialanthus bissei ingår i släktet Phialanthus och familjen måreväxter. Inga underarter finns listade i Catalogue of Life.